# برايان لامب
برايان لامب (بالإنجليزية: Brian Lamb)‏ هو صحفي وضابط أمريكي، ولد في 9 أكتوبر 1941 في لافاييت في الولايات المتحدة.

## وصلات خارجية
- برايان لامب على موقع إن إن دي بي (الإنجليزية)